# Samajona
Samajona war eine deutsche Girlgroup aus Berlin. Der Name der Band wurde aus den ersten zwei Buchstaben der Vornamen der vier Gründungsmitglieder Sabrina, Marleen, Johanna und Nadja gebildet.

## Geschichte
Gegründet wurde Samajona im Jahr 2000 in der Besetzung Sabrina Ziegler (* 31. März 1982 in Berlin), Marleen Heitzmann (* 4. Mai 1982 in Berlin), Johanna „Joe“ Klum (* 12. Juli 1980 in Berlin) und Nadja Loddoch (* 29. Dezember 1982 in Berlin).
2001 erreichte die Band mit ihrer ersten Single Warum?!, die über 100.000 mal verkauft wurde, und 2002 mit ihrem Album Crème Frech die oberen Chart-Plätze. Nach Veröffentlichung der weiteren Singles Wird es heute passieren? und So schwer verließen Klum und Loddoch die Band.
Als neue Mitglieder stießen Kirsten „Kirsty“ Merz (* 26. März 1982 in Plauen) und Mariangela „Marie“ Scelsi (* 3. April 1984 in Ulm) zur Band. In der neuen Besetzung nahm die Gruppe 2003 das zweite Album Spurwechsel auf. Nach den drei Singleauskopplungen Sag es, The Car U Wanna Drive und Miss You verließen auch Merz und Scelsi die Band wieder.
Mit den neuen Mitgliedern Claudia „Claudi“ Uterhardt (* 29. März 1983 in Rostock) und Julia „Jule“ Titze (* 4. August 1986 in Berlin) startete Samajona 2004 einen weiteren Versuch. Schließlich wurde dann noch Heitzmann durch J.-Ann „Jenny“ Wilson (* 10. Februar 1983 in Eisenhüttenstadt) ersetzt, zu neuen Veröffentlichungen kam es jedoch nicht mehr.

## Diskografie

### Studioalben
| Jahr | Titel       | Höchstplatzierung, Gesamtwochen, AuszeichnungChartplatzierungen (Jahr, Titel, Platzierungen, Wochen, Auszeichnungen, Anmerkungen) | Höchstplatzierung, Gesamtwochen, AuszeichnungChartplatzierungen (Jahr, Titel, Platzierungen, Wochen, Auszeichnungen, Anmerkungen) | Höchstplatzierung, Gesamtwochen, AuszeichnungChartplatzierungen (Jahr, Titel, Platzierungen, Wochen, Auszeichnungen, Anmerkungen) | Anmerkungen                            |
| Jahr | Titel       | DE | AT | CH | Anmerkungen                            |
| ---- | ----------- | --- | --- | --- | -------------------------------------- |
| 2002 | Crème Frech | DE26 (13 Wo.)DE | — | — | Erstveröffentlichung: 25. Februar 2002 |
| 2003 | Spurwechsel | DE79 (1 Wo.)DE | — | — | Erstveröffentlichung: 28. Juli 2003    |

### Singles
| Jahr | Titel Album                          | Höchstplatzierung, Gesamtwochen, AuszeichnungChartplatzierungen (Jahr, Titel, Album, Platzierungen, Wochen, Auszeichnungen, Anmerkungen) | Höchstplatzierung, Gesamtwochen, AuszeichnungChartplatzierungen (Jahr, Titel, Album, Platzierungen, Wochen, Auszeichnungen, Anmerkungen) | Höchstplatzierung, Gesamtwochen, AuszeichnungChartplatzierungen (Jahr, Titel, Album, Platzierungen, Wochen, Auszeichnungen, Anmerkungen) | Anmerkungen                           |
| Jahr | Titel Album                          | DE | AT | CH | Anmerkungen                           |
| ---- | ------------------------------------ | --- | --- | --- | ------------------------------------- |
| 2001 | Warum?! Crème Frech                  | DE22 (19 Wo.)DE | AT47 (9 Wo.)AT | — | Erstveröffentlichung: 27. August 2001 |
| 2002 | Wird es heute passieren? Crème Frech | DE33 (9 Wo.)DE | AT65 (3 Wo.)AT | CH94 (2 Wo.)CH | Erstveröffentlichung: Januar 2002     |
| 2002 | So schwer Crème Frech                | DE36 (9 Wo.)DE | — | — | Erstveröffentlichung: Mai 2002        |
| 2003 | Sag es Spurwechsel                   | DE19 (10 Wo.)DE | AT61 (6 Wo.)AT | — | Erstveröffentlichung: März 2003       |
| 2003 | The Car U Wanna Drive Spurwechsel    | DE77 (2 Wo.)DE | — | — | Erstveröffentlichung: Juli 2003       |
| 2003 | Miss You Spurwechsel                 | DE33 (5 Wo.)DE | — | — | Erstveröffentlichung: Oktober 2003    |

## Auszeichnungen
- 2002: Goldene Stimmgabel
- 2002: Echo Nominierung
- 2003: Echo Nominierung
- 2003: Radio Galaxy Award (Newcomerpreis)

## Trivia
- Johanna „Joe“ Klum begann nach ihrer Zeit bei Samajona eine Karriere als Moderatorin bei verschiedenen deutschen Sendeanstalten.
- Mariangela „Marie“ Scelsi spielte von 2004 bis 2008 in der täglichen Soap Verbotene Liebe mit.
- Nadja Loddoch war vor Samajona Mitglied im deutschen Gospel-Chor 'Berlin Star Singers'.
- Kirsten „Kirsty“ Merz wurde 2000 zur „Miss Vogtland“ und 2001 zur „Miss Sachsen“ gewählt. Im selben Jahr erreichte sie den 4. Platz bei der Wahl zur Miss Germany.
- Sabrina Ziegler ist die Tochter des DDR-Popstars Wolfgang Ziegler und Halbschwester des Musikproduzenten Martin de Vries. Sie arbeitete nach ihrer Zeit bei Samajona zunächst als Künstlercoach und Choreographin, später als Sprecherin und Synchronsprecherin, inzwischen wieder als Sängerin. Im Jahr 2009 war sie in einer Folge der Fernsehserie Gute Zeiten, schlechte Zeiten in einer kleinen Gastrolle zu sehen. 2011 nahm sie an der Castingshow The Voice of Germany teil, schied jedoch bereits in der ersten Runde aus. 2013 veröffentlichte sie zusammen mit ihrem Vater Wolfgang Ziegler die Single Schön Dich zu sehen (jetzt wird alles neu) sowie die Solo-Single Manchmal möchte ich schon mit dir (Coverversion des gleichnamigen Lieds von Roland Kaiser).
- Julia „Jule“ Titze sang 2007 im Lied Warten auf dich der Gruppe Urbanize.
- J.-Ann „Jenny“ Wilson war 2007 Mitglied der Girlgroup '030rocks'.
- Samajona synchronisierten einige Hörbücher von der „Freche Bücher“-Reihe
- Der Text zu ihrem Song Listen to Me (englische Version zur 4. Single Sag es) wurde von der US-amerikanischen Sängerin Christina Milian geschrieben.